# Amy van der Weerden
Amy van der Weerden (Rotterdam, 21 oktober 1992) is een Nederlandse actrice.
Van der Weerden is in 2015 afgestudeerd aan de Toneelacademie Maastricht en speelde in verschillende toneel-, film- en televisieproducties, waaronder de  jeugdserie VRijland met de rol van Valerie, de comedyserie Toon als Nina en de dramaserie ANNE+ als Daantje.

## Filmografie

### Film
- Singel 39 (2019)
- ANNE+ (2021)

### Televisie
- SpangaS (2011)
- VRijland (2011-2012)
- Toon (2016-2017)
- ANNE+ (2018-2020)
- Toen wij de tijd hadden (2020)
- Flikken Rotterdam (2021)
- NOOD (2021)
- Adem in, Adem uit (2021)
- Flikken Maastricht (2023)

## Theater
- Jool! (2010)
- De tramlijn die verlangen heet (2011)
- De Droom van Amerika (1961) van Edward Albee (vertaald door Gerard Reve) (2012)
- God Woont in Texas (2012)
- De Twee Veronezen (2012)
- Sofokles 2 (2012)
- Phaedra (2013)
- Reservoir Dogs (2013)
- Route M (2013)
- From Russia with love (2013)
- Colt .45 (2013)
- De Presidentes (2013)
- Questo è Tutto (2014)
- De dood van Tintagiles (2014)
- The New Electric Ballroom (2014)
- Alleen in Berlijn (2014)
- Hold That Smile (2015)
- The Dreaming (2015)
- Paradise Pigs Parade (2015)
- Maelstrom (2016)
- Kaptka (2016)
- Het ontmoetingsbureau (2016)
- The Lobster (2017)
- Better Safe Than Sorry (2017)
- Oor overboord (2018)
- Bob's Zomerhits (2023)
- Van de Koele Meren des Doods (2023)
- Juffrouw Else (2023)
- Eldorado (2024)